# ルーク&レイリア
『ルーク&レイリア』は、葉山透による日本のライトノベル。略称は「ルクレリ」。第1回富士見ヤングミステリー大賞最終候補作品。2002年10月より富士見ミステリー文庫から第3巻まで刊行されたが、2008年7月より一迅社文庫アイリスで加筆・書き下ろしを含む新装版が再刊行されている。挿絵は富士見ミステリー文庫版が睦月れい、一迅社文庫アイリス版がひだかなみ。

## あらすじ
ルーク・ジョイナスは大工として妹とともに暮らしていたが、ある日彼の元にレイリア・ラファイエットが現れる。

## 登場人物
ルーク・ジョイナス
凄腕のハンターだったが一度は引退し、大工を生業としていたが、ハンターに復帰する。伝説のハンターのエドの弟子。親は8つの頃に亡くし、残った妹を大切にしている。当時ハンターになったのも妹の病のために金が必要という理由からだった。ハンター間の噂では漆黒の悪魔みたいな髪色で猛獣クルーガルと同じ緑色の瞳をしていると形容される。
レイリア・ラファイエット
美女ながら、ルークと師を同じくするハンター。萌えるような赤い髪に、勝気そうな金色の瞳を持つ。
ハンターを引退していたルークに初対面で仕事を持ちかける。解決後は復帰したルークと成り行きで旅をしている。

## 既刊一覧

### 富士見ミステリー文庫
- 葉山透（著） / 睦月れい（イラスト） 『ルーク&レイリア』 富士見書房〈富士見ミステリー文庫〉、全3巻
  1. 「金の瞳の女神」2002年10月25日発売[3]、ISBN 4-8291-6180-9
  2. 「アルテナの少女」2002年11月25日発売[4]、ISBN 4-8291-6185-X
  3. 「ネフィムの魔海」2003年1月20日発売[5]、ISBN 4-8291-6195-7

### 一迅社文庫アイリス
- 葉山透（著） / ひだかなみ（イラスト） 『ルーク&レイリア』 一迅社〈一迅社文庫アイリス〉、全4巻
  1. 「金の瞳の女神」2008年7月19日発売[6]、ISBN 978-4-7580-4015-0
  2. 「アルテナの少女」2008年9月20日発売[6]、ISBN 978-4-7580-4031-0
  3. 「ネフィムの魔海」2008年11月20日発売[6]、ISBN 978-4-7580-4043-3
  4. 「マグノリアの歌姫」2009年9月19日発売[6]、ISBN 978-4-7580-4108-9